# Calceolaria perfoliata
Calceolaria perfoliata là một loài thực vật có hoa trong họ Calceolariaceae. Loài này được L.f. mô tả khoa học đầu tiên năm 1782.